# Буцко, Николай Александрович
Никола́й Алекса́ндрович Буцко́ (укр. Микола Олександрович Буцько; 16 марта 1923, Слободо-Петровка, Полтавская губерния — 2 января 1982, Киев) — советский учёный, доктор исторических наук (1966), профессор (1967).

## Биография
Родился 16 марта 1923 года в селе Слободо-Петровка (ныне в Полтавской области УССР.
Участник Великой Отечественной войны, инвалид 2-й группы.
В 1951 году окончил исторический факультет Киевского государственного университета имени Т. Г. Шевченко, после чего остался там преподавать: с 1952 года — ассистент, с 1954 года — старший преподаватель, с 1958 года — доцент кафедры марксизма-ленинизма, с 1964 года — и. о. профессора, в 1967—1975 годах — профессор кафедры истории КПСС Института повышения квалификации преподавателей общественных наук.
Умер 2 января 1982 года в Киеве.

## Научная деятельность
Сфера научных интересов: история КПСС, роль КПСС в восстановлении народного хозяйства в годы Второй мировой войны, история областных парторганизаций Украины.
Кандидатская диссертация «Братская помощь великого русского народа и других народов СССР украинскому народу в восстановлении народного хозяйства республики в годы Великой Отечественной войны (1943—1945 гг.)» (1954), докторская диссертация «Коммунистическая партия — организатор и руководитель восстановления народного хозяйства Украины в годы Великой Отечественной войны (1942—1945 гг.)» (1966).

### Основные труды
Разработал и читал спецкурс «История Коммунистической партии Украины».
Участвовал в написании ряда книг:
- «История колхозного крестьянства» (3-й т.),
- «Очерки истории Киевской областной партийной организации»,
- «Героический подвиг украинского народа в Великой Отечественной войне (1941—1945)»,
- «Великая Отечественная война Советского Союза 1941—1945 гг.)»,
- «Во главе защиты Советской Родины: Очерки о деятельности КПСС в годы Великой Отечественной войны»,
- «Подвиг Донбасса: труд и боевой героизм трудящихся Донбасса в первый период Великой Отечественной войны»,
- «Рабочее движение и распространение марксизма в России (1883—1894 гг.)»,
- «Возрождение колхозного села. Коммунистическая партия Украины — организатор восстановления сельского хозяйства республики в годы Великой Отечественной войны»,
- «КПСС — организатор всенародной помощи трудящихся западных областей УССР в восстановлении и дальнейшем развитии народного хозяйства (1944—1950 гг.)»,
- «Военно-организаторская деятельность КП Украины в первые годы Великой Отечественной войны».

## Награды
- Орден Отечественной войны 1-й степени (1944);
- Медаль «За победу над Германией в Великой Отечественной войне 1941—1945 гг.» (1945);
- знак «Ветеран гвардейских миномётных частей»;
- «Победитель социалистического соревнования 1975 г.»;
- «Победитель социалистического соревнования 1977 г.».